# Barbara Strozzi

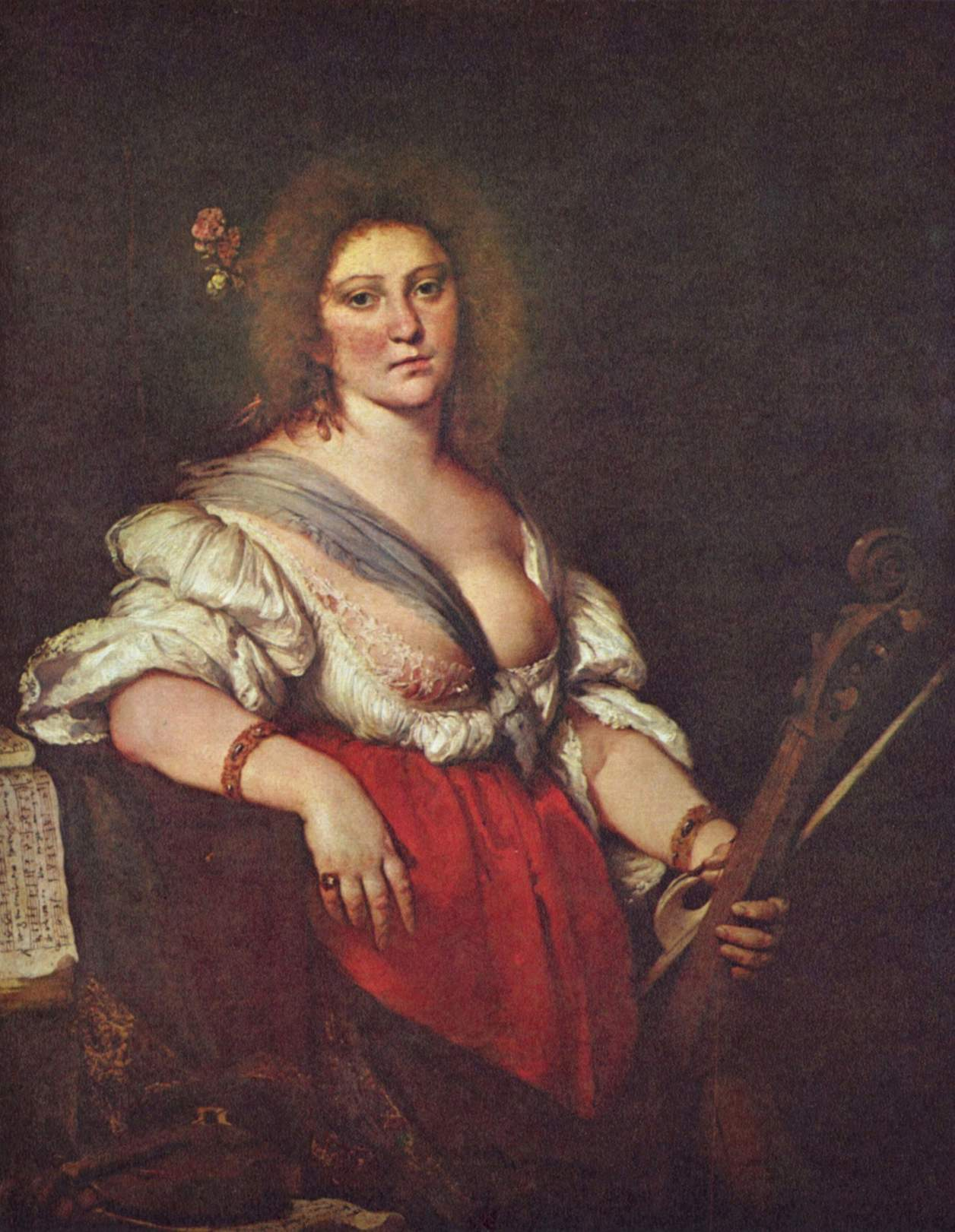
De Gambiste door Bernardo Strozzi. Geopperd werd dat dit een portret van Barbara Strozzi zou zijn. Hiervoor is geen bewijs. Omstreeks 1640, Gemäldegalerie Alte Meister, Dresden, Duitsland.

Barbara Strozzi (Venetië, 6 augustus 1619 - Padua 11 november 1677) was een Italiaans componiste en zangeres.

## Biografie
Ze was de natuurlijke dochter van Giulio Strozzi en Isabelle Garzone, een dienstbode in diens huishouden. Giulio Strozzi, een telg van de invloedrijke Strozzi-familie, bestemde haar voor een muzikale carrière. Hij was deel van de Accademia degli Incogniti en creëerde de Accademia degli Unisoni om zijn dochter een plaats te bieden om haar werk voor te stellen.
Strozzi kreeg onder andere les van Francesco Cavalli en publiceerde gedurende haar leven acht collecties liederen - dat zijn 125 vocale stukken - en dit is meer dan menig beroemd componist. Dit alles zonder de hulp van de Rooms-Katholieke Kerk of een beschermheer.
Met Giovanni Paolo Vidman (ook Widmann), een collega van haar vader met wie ze samenwoonde, kreeg ze ten minste drie van haar vier kinderen. Bij testament werd ze door Giulio Strozzi geëcht. Strozzi stierf in Padua in 1677 op 58-jarige leeftijd. Ze liet geen testament na. Haar erfenis werd opgeëist door haar zoon Giulio Pietro.

## Werk
Strozzi was een van de productiefste componisten te Venetië van haar tijd. Op 1 volume aan religieuze liederen na, schreef ze uitsluitend wereldlijke muziek. Ongeveer driekwart van haar oeuvre schreef ze voor sopraan, maar ze bracht ook werk voor andere tessituren (bereik) uit.

### Oeuvre
- Il primo libro di madrigali, voor 2-5 stemmen en basso continuo, op. 1 (1644)
- Cantate, ariette e duetti, voor 2 stemmen en basso continuo, op. 2 (1651)
- Cantate e ariette, voor 1-3 stemmen en basso continuo, op. 3 (1654)
- Sacri musicali affetti, libro I, op. 5 (1655)
- Quis dabit mihi, motet voor 3 stemmen (1656)
- Ariette a voce sola, solo voor een zangstem, op. 6 (1657)
- Diporti di Euterpe ovvero Cantate e ariette a voce sola, op. 7 (1659)
- Arie a voce sola, op. 8 (1664)
- Werken zonder opusnummer